# Henri Veillon
Henri Veillon (Lausanne, 7 de junho de 1865 – Basileia, 12 de dezembro de 1932) foi um físico suíço.

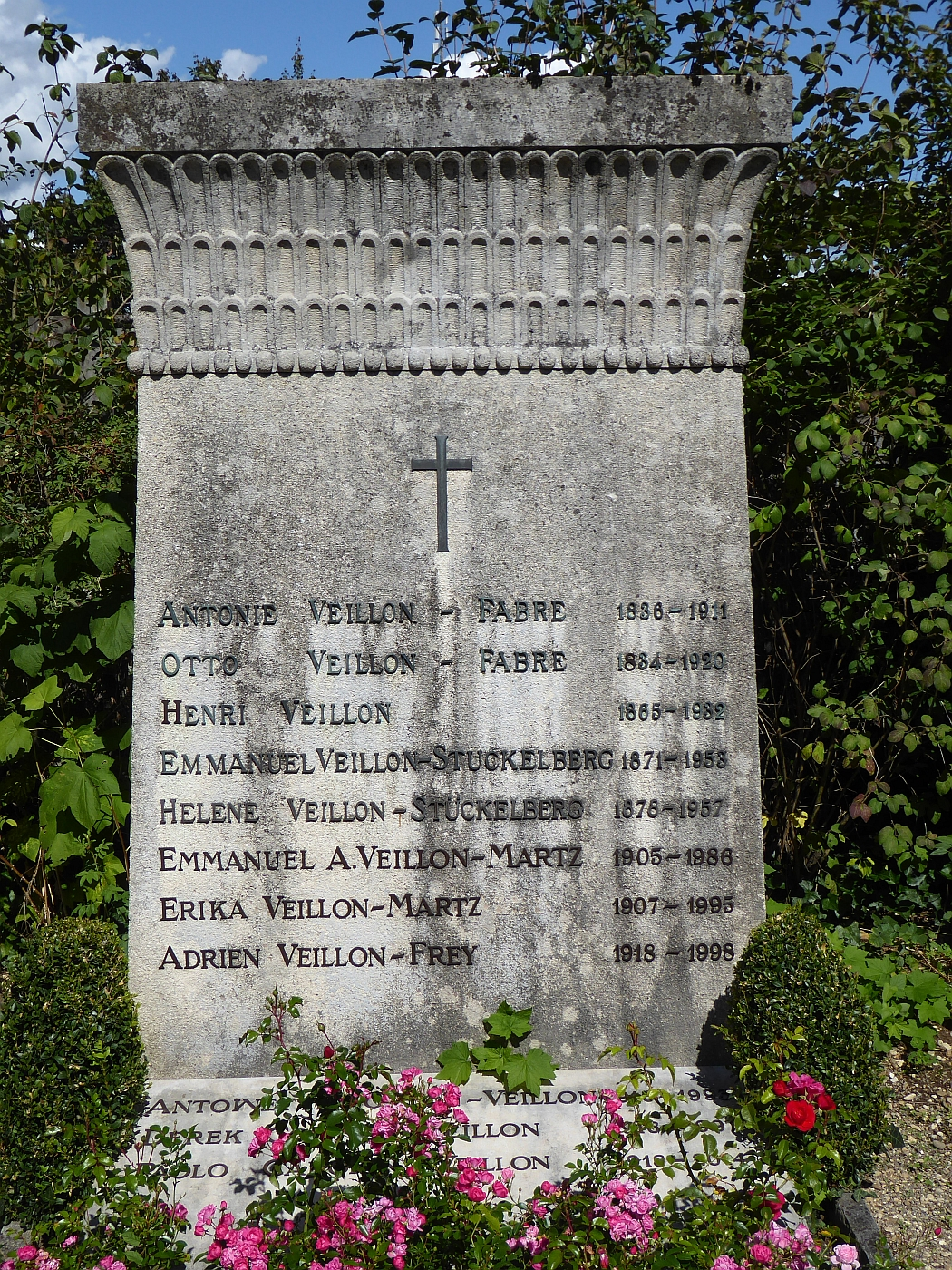
Sepultura no Wolfgottesacker, Basileia

Veillon foi professor em Basileia, e também secretário e depois presidente da Naturforschende Gesellschaft in Basel. Está sepultado no Wolfgottesacker em Basileia.